# Obermöllrich
Obermöllrich ist ein Stadtteil von Fritzlar in Nordhessen. Der Ort liegt ca. 3 km östlich der Kernstadt, auf einer Anhöhe oberhalb des Nordufers der Eder, zwischen der Kernstadt und dem Stadtteil Cappel sowie 2 km nördlich des Waberner Ortsteils Zennern. Im Norden grenzt die Gemarkung an den ebenfalls zu Fritzlar gehörigen Stadtteil Werkel.

## Geschichte
Die älteste bekannte schriftliche Erwähnung von Obermöllrich erfolgte unter dem Namen Melriche im Codex Eberhardi und wird in die erste Hälfte des 9. Jahrhunderts datiert.
Landgraf Heinrich Raspe von Thüringen und sein Bruder Konrad, der spätere Hochmeister des Deutschen Ordens, schenkten am 1. November 1231 dem Deutschen Orden Güter zu Melderich. Vermutlich erfolgte diese Schenkung im Zusammenhang mit der Betreibung der Heiligsprechung ihrer Schwägerin Elisabeth. 1234 übergab das von Heinrich Raspe II. (1140–1148) gegründete Prämonstratenserinnenkloster Ahnaberg (in Kassel) seine Güter zu Obermöllrich ebenfalls dem Deutschen Orden in Erbpacht. Der Orden baute seinen Besitz in Obermöllrich zu einer Kommende (Komturei) aus. 1258 gründete der Orden eine Vogtei. 1305 wurde letztmals ein Komtur in Obermöllrich erwähnt, danach war es eine Kastnerei. Die Komturei wurde nach Fritzlar verlegt. Eine Goldwäsche, die der Orden an der Eder eingerichtet hatte, war nicht ertragreich genug, um sie lange zu betreiben.
Zwischen dem Orden und der benachbarten und Kurmainz gehörenden Stadt Fritzlar kam es zu häufigen Streitigkeiten hinsichtlich der Gemarkungsgrenzen, sodass man schließlich 1341 ein fünfköpfiges Schiedsgericht berief, um den Streit zu beenden.
Zu dieser Zeit besaß der Orden etwa die Hälfte des Dorfes; der Rest und das Gericht waren landgräflich-hessischer Lehensbesitz der aus der Gegend von Bottendorf bei Frankenberg (Eder) stammenden Familie von Lynne (od. Linne), die ebenfalls mit dem Orden von Zeit zu Zeit Gegensätze auszutragen hatte. 1388 einigten sich beide Seiten, eine neue Kapelle im Dorf und eine Wehranlage darum zu bauen. 1395 willigte Landgraf Hermann II. von Hessen ein, dass Gerlach von Linne sein Obermöllricher Lehen für den Rest seines Lebens an den Orden verpfändete. 1448, als die Linne einen Burgsitz auf dem Kirchhof anlegten, spitzte sich der Streit zwischen dem Orden und den Linne so weit zu, dass mehrere Familienmitglieder in den Kirchenbann getan wurden. 1484 ließ der Orden ein weiteres Mal den Bann gegen die Linne aussprechen und forderte die Bauern auf, ihren Lehnsherrn zu vertreiben. Linne war die Sache schließlich so leid, dass er nach erfolglosen Verkaufsverhandlungen mit dem Orden seinen Obermöllrichen Besitz 1492 an den Landgrafen verkaufte, der ihn 1530 an Thiemo von Wildungen zu Lehen vergab. Die Wildunger verkauften ihren Anteil des Dorfes 1590, und nach mehreren Besitzwechseln kam er dann 1793 an die Herren von Baumbach-Lenderscheid.

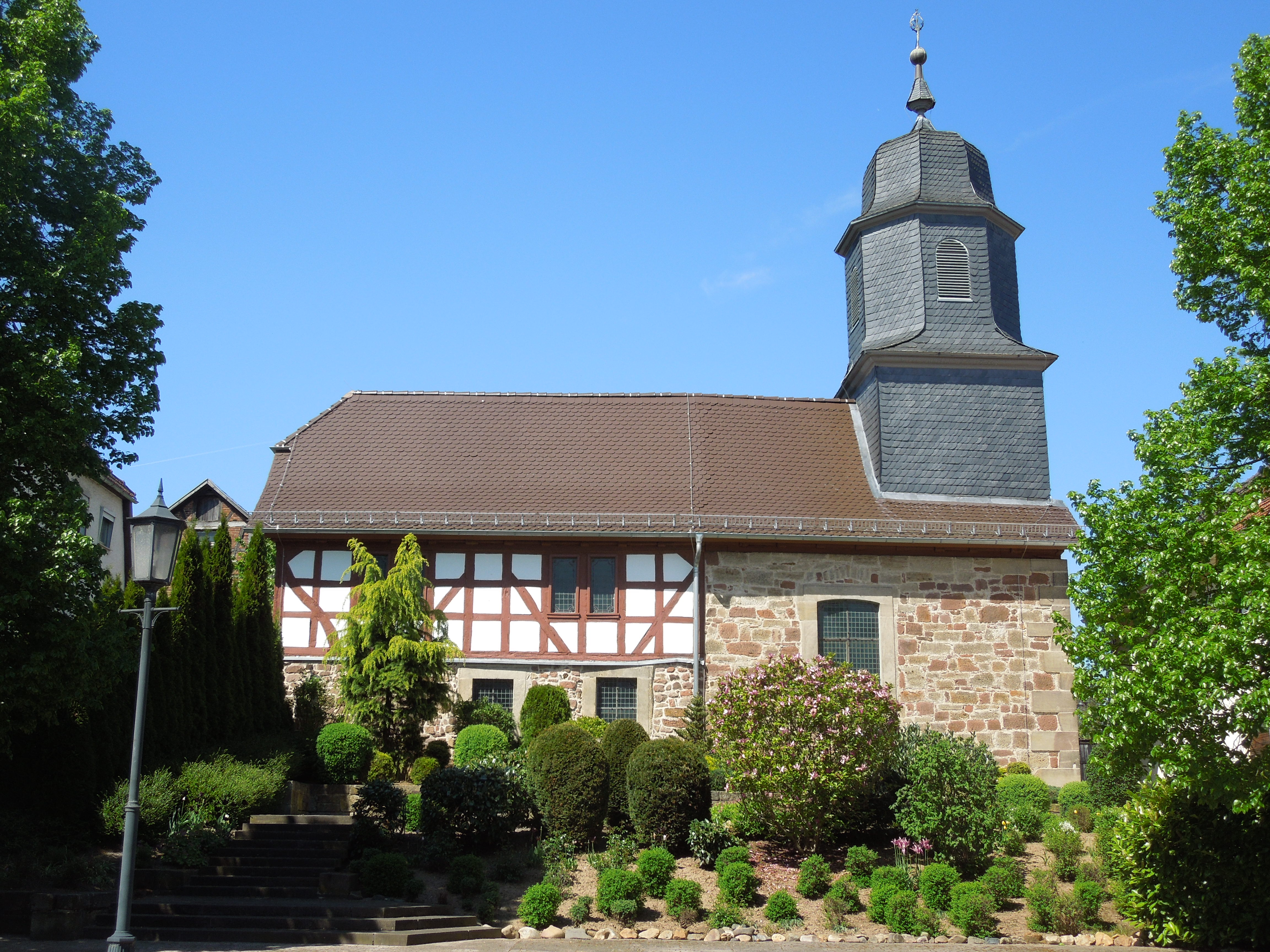
Die evangelische Dorfkirche

Im Jahre 1585 wurden im Dorf 46 Haushalte gezählt. Der Dreißigjährige Krieg hatte, wie im gesamten Hessen, katastrophale Auswirkungen: 1639 gab es noch 14 Ehepaare und zwei Witwen sowie vier Pferde und vier Kühe im Dorf.
Das im 17. Jahrhundert errichtete Deutschordenshaus, ein bedeutender Fachwerkbau, wurde 1954 abgerissen.
Die heutige Dorfkirche wurde wohl 1674 errichtet, unter Verwendung von Bauteilen der Kapelle von 1388. 1755 wurde der Kirchturm angebaut und das Schiff durch Fachwerk erhöht. 1898 wurde durch Gustav Schönermark ein neugotischer Anbau durchgeführt.
Das Dorf war bis in die Neuzeit ein wohlhabendes Bauerndorf mit einträglicher Landwirtschaft in der fruchtbaren Ederniederung und auf den Lössböden oberhalb. Heute arbeitet der Großteil der Bevölkerung außerhalb und pendelt zur Arbeit in Fritzlar, Wabern und dem Großraum Kassel.
Zum 31. Dezember 1971 wurde die bis dahin selbständige Gemeinde Obermöllrich im Zuge der Gebietsreform in Hessen auf freiwilliger Basis in die Stadt Fritzlar eingemeindet. Für Obermöllrich wurde, wie für die übrigen Stadtteile, ein Ortsbezirk mit Ortsbeirat und Ortsvorsteher nach der Hessischen Gemeindeordnung eingerichtet.

## Bevölkerung
Einwohnerstruktur 2011
Nach den Erhebungen des Zensus 2011 lebten am Stichtag, dem 9. Mai 2011, in Obermöllrich 609 Einwohner. Darunter waren 6 (1,0 %) Ausländer.
Nach dem Lebensalter waren 90 Einwohner unter 18 Jahren, 252 zwischen 18 und 49, 129 zwischen 50 und 64 und 135 Einwohner waren älter.
Die Einwohner lebten in 243 Haushalten. Davon waren 60 Singlehaushalte, 66 Paare ohne Kinder und 87 Paare mit Kindern, sowie 27 Alleinerziehende und 3 Wohngemeinschaften. In 54 Haushalten lebten ausschließlich Senioren und in 144 Haushaltungen lebten keine Senioren.
Einwohnerentwicklung
| Quelle: Historisches Ortslexikon |                                           |
| • 1575/85:                       | 46 Hausgesesse                            |
| • 1622:                          | 40 Mannschaften, 40 Häuser                |
| • 1639:                          | 14 verheiratete, 2 verwitwete Hausgesesse |
| • 1647:                          | 12 Personen, 12 Häuser                    |
| • 1682:                          | 40 Hausgesesse                            |
| • 1735:                          | 31 Mannschaften                           |
| • 1742/47:                       | 46 Häuser bzw. Hausgesesse                |
| • 1749:                          | 240 Einwohner                             |

| Obermöllrich: Einwohnerzahlen von 1834 bis 2020 | Obermöllrich: Einwohnerzahlen von 1834 bis 2020 | Obermöllrich: Einwohnerzahlen von 1834 bis 2020 | Obermöllrich: Einwohnerzahlen von 1834 bis 2020 | Obermöllrich: Einwohnerzahlen von 1834 bis 2020 |
| --- | ----------------------------------------------- | ----------------------------------------------- | ----------------------------------------------- | ----------------------------------------------- |
| Jahr |                                                 |                                                 |                                                 | Einwohner                                       |
| 1834 | 1834                                            |                                                 | 485                                             | 485                                             |
| 1840 | 1840                                            |                                                 | 513                                             | 513                                             |
| 1846 | 1846                                            |                                                 | 512                                             | 512                                             |
| 1852 | 1852                                            |                                                 | 503                                             | 503                                             |
| 1858 | 1858                                            |                                                 | 491                                             | 491                                             |
| 1864 | 1864                                            |                                                 | 464                                             | 464                                             |
| 1871 | 1871                                            |                                                 | 412                                             | 412                                             |
| 1875 | 1875                                            |                                                 | 386                                             | 386                                             |
| 1885 | 1885                                            |                                                 | 423                                             | 423                                             |
| 1895 | 1895                                            |                                                 | 411                                             | 411                                             |
| 1905 | 1905                                            |                                                 | 432                                             | 432                                             |
| 1910 | 1910                                            |                                                 | 454                                             | 454                                             |
| 1925 | 1925                                            |                                                 | 462                                             | 462                                             |
| 1939 | 1939                                            |                                                 | 457                                             | 457                                             |
| 1946 | 1946                                            |                                                 | 670                                             | 670                                             |
| 1950 | 1950                                            |                                                 | 701                                             | 701                                             |
| 1956 | 1956                                            |                                                 | 598                                             | 598                                             |
| 1961 | 1961                                            |                                                 | 634                                             | 634                                             |
| 1967 | 1967                                            |                                                 | 690                                             | 690                                             |
| 1980 | 1980                                            |                                                 | ?                                               | ?                                               |
| 1990 | 1990                                            |                                                 | ?                                               | ?                                               |
| 2000 | 2000                                            |                                                 | ?                                               | ?                                               |
| 2011 | 2011                                            |                                                 | 609                                             | 609                                             |
| 2015 | 2015                                            |                                                 | 597                                             | 597                                             |
| 2020 | 2020                                            |                                                 | 601                                             | 601                                             |
| Datenquelle: Historisches Gemeindeverzeichnis für Hessen: Die Bevölkerung der Gemeinden 1834 bis 1967. Wiesbaden: Hessisches Statistisches Landesamt, 1968. Weitere Quellen: LAGIS; Stadt Fritzlar; Zensus 2011 |                                                 |                                                 |                                                 |                                                 |

Historische Religionszugehörigkeit
| Quelle: Historisches Ortslexikon |                                                                      |
| • 1861:                          | 458 evangelisch-reformierte, zwei katholische, 33 jüdische Einwohner |
| • 1885:                          | 419 evangelische (= 99,05 %), 4 jüdische (= 0,85 %) Einwohner        |
| • 1961:                          | 575 evangelische (= 90,96 %), 54 katholische (= 8,52 %) Einwohner    |

Historische Erwerbstätigkeit
| • 1961 | Erwerbspersonen: 138 Land- und Forstwirtschaft, 147 Produzierendes Gewerbe, 20 Handel und Verkehr, 42 Dienstleistungen und Sonstiges |

## Politik
Der Ortsbeirat besteht aus sieben Mitgliedern. Bei den Kommunalwahlen in Hessen 2021 betrug die Wahlbeteiligung zum Ortsbeirat 66,67 %. Dabei wurden zwei Mitglieder der SPD und fünf Mitglieder der „Bürgerliste Obermöllrich“ gewählt. Der Ortsbeirat wählte Mirko Schröder zum Ortsvorsteher.